# Zhonghongita
La zhonghongita és un mineral de la classe dels sulfurs.

## Característiques
La zhonghongita és una sulfosal de fórmula química Cu₂₉(As,Sb)₁₂S₃₃. Va ser aprovada com a espècie vàlida per l'Associació Mineralògica Internacional en el mes de desembre de l'any 2023, i publicada l'any següent. Cristal·litza en el sistema ortoròmbic.
L'exemplar que va servir per a determinar l'espècie, el que es coneix com a material tipus, es troba conservat a la col·lecció mineralògica del Museu Geològic de Xina, a Beijing (República Popular de la Xina), amb el número de catàleg: GMCTM2023002.

## Formació i jaciments
Va ser descoberta al dipòsit de Jiama, uns 70 km a l'est de Lhasa, al sud del Tibet (República Popular de la Xina), sent l'únic indret de tot el planeta on ha estat descrita aquesta espècie mineral.